# Robinsonia polyplagia
Robinsonia polyplagia là một loài bướm đêm thuộc phân họ Arctiinae, họ Erebidae.